# Dracaenura semialbalis
Dracaenura semialbalis là một loài bướm đêm trong họ Crambidae.